# Јеревански метро
Јеревански метро Карен Демирчјан (јерм. Երևանի մետրոպոլնտի; од децембра 1999.), колоквијално познат као Јеревански метро (јерм. Երևանի մետրո) је брзи транзитни систем који опслужује Јереван. Отворен 7. марта 1981., био је то осми метро систем у бившем Совјетском Савезу. У власништву је владе.
За разлику од већине бивших совјетских система метроа, његове станице нису много дубоке: постоје две станице изнад земље, једна подземна, а преостале станице се сматрају дубоким. Међутим, ове станице су прилично плитке, са просечном дубином од само 16-22 метара испод површине. Станице су замршено украшене националним мотивима.

## Статистика
Данас метро функционише као једна линија, са засебном шатл линијом на грани Шенгавит-Чарбах, и покрива 13,4 км трасе,  са возовима који возе сваких пет минута од 7 ујутру до поноћи. Опслуживао је око 60.000 путника дневно пре повећања цене,  2012. метроом се возило 14,9 милиона путника.  али је број путника пао за скоро 20% на 50.000 путника дневно након удвостручења цене.  Систем запошљава око 1.200 радника. Посебна карактеристика метроа је да дигитални тајмери/сатови одбројавају, тј. враћају се на „00:00“ када воз пође, и настављају да броје док не крене следећи воз. Путници морају бити свесни да возови углавном долазе/полазе сваких 5 минута.
Због неравног пејзажа, метро у неким случајевима иде изнад земље. Од десет станица; седам је подземних, од којих је једна плитка, а остале су дубоке станице. Настављајући традицију свих бивших совјетских подземних система, већина станица је изврсно украшена, често мешајући јерменске националне мотиве са касносовјетском архитектуром.

## Токени
Уместо карата, путницима се продају токени, који се затим користе за управљање окретницама како би дошли до перона станица. Наранџасти пластични жетони који се издају од 2009. приказују лого метроа на једној страни и градску статуу Давида од Сасуна на другој.
- Tokens issued up to 2009
- Plastic token issued in May 2018, showing the line's logo
- Plastic token issued in May 2018, showing the statue of David of Sassoun